# Втори пехотен струмски полк
Втори пехотен струмски полк е български пехотен полк взел участие във войните за национално обединение. Той е един от първите 8 полка от българската войска създадени преди Сръбско-българската война (1885).

## Формиране
Втори пехотен струмски полк е формиран с Указ №41 на 12 октомври 1884 г. с щаб в гр. Кюстендил. В състава му влизат 2-ра кюстендилска пехотна дружина, 4-та самоковска пехотна дружина и 3-та радомирска пехотна дружина, като от тях са формирани 4 дружини, именувани от 1-ва до 4-та, всяка от които с по 4 роти, именувани от 1-ва до 16-а. Образувана е и 5-а запасна/резервна дружина. За командир на полка е назначен руският офицер подполковник Михаил Рихтер.
С указ №50 от 13 септември 1885 г. за командир на полка е назначен капитан Аврам Гуджев, а за командири на 4-те дружини съответно капитаните Стоян Филипов, Георги Марчин, Стоян Тодоров и Димитър Марков. На 21 септември същата година капитан Гуджев е отчислен от полка и назначен за командир на Кюстендилския отряд, а на негово място е назначен Севлиевския окръжен воински началник капитан Стефан Кисов.
С височайши приказ №62 от 27 септември 1885 г. командирът на 3-та дружина капитан Стоян Тодоров е назначен за командир на резервната дружина в същия полк, а за командир на 3-та дружина е назначен капитан Никола Генев. Два дни по-късно командването на полка претърпява отново промени, като капитан Иван Попов (дотогава командващ на запасна дружина от 1-ви полк) е назначен за командващ на 4-та дружина, а дотогавашният командващ на дружината е назначен за командващ на запасна дружина от 1-ви полк и за комендант на град София.

## Сръбско-българската война (1885)
През Сръбско-българската война (1885) полкът се командва от капитан Стефан Кисов. 1-ва и 3-та дружина влизат в състава на Трънския отряд (от 13 октомври), 2-ра дружина в състава на Кюстендилския отряд.
1-ва и 2-ра дружина от полка, в състава на Радомирския отряд участват в боя при Брезник като загубите на 4-те роти от 1-ва дружина през този бой възлизат на 6 убити, 21 ранени и 10 в неизвестност, а от 2-ра дружина на 12 ранени и 3-ма убити.
4-та дружина участва в Сливнишкото сражение на 5 ноември, където загубите ѝ възлизат на 3 убити, 59 ранени и 42 в неизвестност и на 7 ноември, където загубите са 4 убити, 93 ранени и 9 в неизвестност.
Загубите на полка през войната възлизат на 48 убити, 376 ранени и 570 в неизвестност.
От 12 март 1886 година командването на полка поема майор Петко Стоянов.

## Разформироване
През август 1886 година Втори полк начело със своя командир майор Стоянов играе основна роля в преврата срещу княз Александър Батенберг. По тази причина непосредствено след контрапреврата (с указ №181 от 24 август по стар стил) полкът е разформирован, знамето му е изгорено пред строя, част от офицерите са уволнени, а войниците са преместени по други полкове. По-късно е формиран Втори пехотен искърски полк, който е част от 5-а дивизионна област, а във войните за национално обединение 1912 – 1918 г. се сражава в състава на Пета Дунавска дивизия. Наследник на разформирования струмски полк е Тринадесети пехотен рилски полк с щаб в Кюстендил.

## Командири
Званията са към датата на заемане на длъжността.
| №  | звание       | име           | дати                                  |
| -- | ------------ | ------------- | ------------------------------------- |
| 1. | Подполковник | Михаил Рихтер | 12 октомври 1884 – 6 септември 1885   |
| 2. | Капитан      | Аврам Гуджев  | 13 септември 1885 – 21 септември 1885 |
| 3. | Капитан      | Стефан Кисов  | 21 септември 1885 – 11 март 1886      |
| 4. | Майор        | Петко Стоянов | 12 март 1886 – 24 август 1886         |